# 阿布杜勒·阿里·馬扎里
阿布杜勒·阿里·馬扎里（普什圖語：‎；1947年—1995年3月），阿富汗哈扎拉族政治家，也是蘇聯入侵阿富汗時期阿富汗伊斯蘭統一黨領袖。認為聯邦制度是使每個族群具有特定的憲法權利，並且解決阿富汗內部分歧的有效治理方法。

## 早期生涯
阿布杜勒·阿里·馬扎里是哈扎拉族，生於馬扎里沙里夫以南的查爾肯特村，早年在村中的伊斯蘭學校讀書，後來到伊朗的庫姆和伊拉克的納杰夫學習。

## 政治生涯
同時，隨著1979年蘇聯紅軍佔領阿富汗，阿卜杜勒·阿里·馬扎里回到了他的出生地，並在反蘇抵抗運動中獲得了顯著位置。在第一年戰鬥中，他在對抗蘇聯支持勢力阿富汗民主共和國的戰鬥中失去了他的弟弟，穆罕默德蘇丹。他很快就失去了他姐姐和他家族的其他成員。他的叔叔穆罕默德·賈阿法，和他的兒子穆罕默德·阿夫扎爾，被蘇聯支持的阿富汗民主共和國囚禁和打死。

## 伊斯蘭團結黨
他也是伊斯蘭團結黨創始成員之一和第一任領導人，在巴米揚的第一次黨代表大會，他當選為中央委員會的領導者，並在第二次代表大會，當選為秘書長。他的倡議導致了北方運動，造成大量官軍倒戈加入叛軍，並最終導致在喀布爾人民民主黨政權倒台。

## 內戰
隨著喀布爾政權倒台，根據白沙瓦協議，阿富汗政黨同意在和平與權力分享協議。白沙瓦協定創造了阿富汗伊斯蘭國，並任命一個過渡性臨時政府，直到大選。
伊斯蘭團結黨最初參加了阿富汗伊斯蘭國政府，並得到了一些政府職位。然而在他與普什圖人伊蒂哈德之間衝突很快爆發了，在1992年6月，團結黨和普什圖人在喀布爾西南爆發暴力巷戰，造成大量平民死亡。

## 塔利班時期與死亡
在1995年3月12日，塔利班邀請他就聯盟反對阿富汗伊斯蘭國政府進行政治對話，但隨後在喀布爾附近的Chaharasyab逮捕了他與他的五個同伴，第二天馬扎里被打死，後來他和他的那些同伴的屍體被移交給伊斯蘭團結黨，並安葬在馬扎里沙里夫。